# Melvyn Lorenzen
Melvyn Lorenzen (Londres, 26 de noviembre de 1994) es un futbolista ugandés que juega como delantero en el Muangthong United F. C. de la Liga de Tailandia. También posee la ciudadanía alemana.

## Trayectoria

### Werder Bremen
Lorenzen se unió a SV Werder Bremen en 2013 procedente del Holstein Kiel. Hizo su debut en la Bundesliga el 5 de octubre de 2013 contra el VfB Stuttgart. Reemplazó a Eljero Elia después de 88 minutos en el empate 1–1 en Stuttgart.
El 13 de diciembre de 2014, Lorenzen jugó su primer partido de la Bundesliga como parte de la alineación titular y anotó en el empate 3–3 contra Hannover. El 28 de enero de 2015, Lorenzen sufrió una lesión en el menisco de la rodilla derecha antes de someterse a una cirugía dos días después.
Lorenzen tuvo su primera aparición de la temporada 2015-2016 en la derrota por 0-1 de Werder ante el Bayern de Múnich el 17 de octubre de 2015 antes de ser sustituido después de 59 minutos.
Fue liberado por Werder Bremen después de jugar para las reservas en la temporada 2016-17. En su tiempo en el club, hizo un total de 14 apariciones en la Bundesliga anotando un gol.

### ADO Den Haag
A finales de julio de 2017, Lorenzen se unió al ADO Den Haag de la Eredivisie en un contrato de dos años. Hizo su debut contra el FC Utrecht en la derrota por 3-0 en casa.

## Selección nacional
Lorenzen nació en Londres, Inglaterra, de padre ugandés y madre alemana. Su apellido proviene de su madre. Su padre se llama Drake Mugisa. En 2016, fue llamado a la Selección de fútbol de Uganda, e hizo su debut en la derrota amistosa por 2-0 ante Zimbabue el 31 de mayo de 2016.

## Estadísticas
| Club             | Temporada     | Liga              | Liga  | Liga  | Copa  | Copa  | Internacional | Internacional | Total | Total |
| Club             | Temporada     | Liga              | Part. | Goles | Part. | Goles | Part.         | Goles         | Part. | Goles |
| ---------------- | ------------- | ----------------- | ----- | ----- | ----- | ----- | ------------- | ------------- | ----- | ----- |
| Werder Bremen II | 2013–14       | Regionalliga Nord | 13    | 4     | —     | —     | —             | —             | 13    | 4     |
| Werder Bremen II | 2014–15       | Regionalliga Nord | 2     | 0     | —     | —     | 1             | 0             | 3     | 0     |
| Werder Bremen II | 2015–16       | 3. Liga           | 9     | 1     | —     | —     | —             | —             | 9     | 1     |
| Werder Bremen II | 2016–17       | 3. Liga           | 30    | 2     | —     | —     | —             | —             | 30    | 2     |
| Werder Bremen II | Total         | Total             | 54    | 7     | 0     | 0     | 1             | 0             | 55    | 7     |
| Werder Bremen    | 2013–14       | Bundesliga        | 2     | 0     | 0     | 0     | —             | —             | 2     | 0     |
| Werder Bremen    | 2014–15       | Bundesliga        | 3     | 1     | 0     | 0     | —             | —             | 3     | 1     |
| Werder Bremen    | 2015–16       | Bundesliga        | 9     | 0     | 0     | 0     | —             | —             | 9     | 0     |
| Werder Bremen    | Total         | Total             | 14    | 1     | 0     | 0     | 0             | 0             | 14    | 1     |
| ADO Den Haag     | 2017–18       | Eredivisie        | 20    | 1     | 1     | 0     | 1             | 0             | 22    | 1     |
| ADO Den Haag     | 2018–19       | Eredivisie        | 22    | 2     | 1     | 0     | 0             | 0             | 23    | 2     |
| ADO Den Haag     | Total         | Total             | 42    | 3     | 2     | 0     | 1             | 0             | 45    | 3     |
| Karpaty Lviv     | 2019          | Liga Premier      | 4     | 0     | 0     | 0     | —             | —             | 4     | 0     |
| Karpaty Lviv     | Total         | Total             | 4     | 0     | 0     | 0     | 0             | 0             | 4     | 0     |
| Total carrera    | Total carrera | Total carrera     | 114   | 11    | 2     | 0     | 2             | 0             | 118   | 11    |